# موسى زيد الكيلاني
موسى عبد الحليم زيد الكيلاني ولد في مدينة السلط – الأردن عام 1939 وتوفي في عمان عام 16 ديسمبر/كانون الأول 2019 وهو دبلوماسي وإعلامي وأكاديمي أردني.

## الطفولة والتعليم
كان جد موسى زيد الكيلاني الأول هو الشيخ مصطفى يوسف زيد الكيلاني (1850-1892) من طلائع المتصوفين المعاصرين، قد أخذ الطريقة القادرية عن والده، فدرس في الأزهر وحصل على الشهادة العالمية ثم جاء إلى السلط من مدينة نابلس، ليكون مفتيا وعالما وواعظا، وتولى ابنه الشيخ فهيم مصطفى الكيلاني 1860-1941 إمامة المسجد القديم في السلط، وأنشأ ابنه الشيخ عبد الحليم مصطفى الكيلاني 1884-1968 دارا للقرآن الكريم وكان أستاذا للتربية الإسلامية في مدرسة السلط الثانوية، فولد موسى الكيلاني في مدينة السلط عام 1939 في بيت تغمره العلوم الشرعية والطريقة القادرية الصوفية، فدرس الابتدائية والإعدادية والثانوية في مدينة السلط، وعاش طفولته المبكرة فيها.
حصل الكيلاني على شهادة البكالوريوس في الآداب تخصص لغة إنجليزية من جامعة بغداد عام 1960 وقام بالتدريس في كلية الحسين في عمان لغة كمعلم لغة إنجليزية، وحصل على ماجستير أداب تخصص نقد أدبي إنجليزي بدرجة ممتاز من جامعة القاهرة 1968، وحصل على دكتوراه في الاعلام من الجامعة الأميركية في واشنطن تخصص رأي عام 1985 ثم حصل الدكتوراة في الآداب من جامعة القاهرة بدرجة شرف عام 1988.

## عائلته
موسى زيد الكيلاني هو والد المؤلف ناصر موسى الكيلاني وشقيق مدير المخابرات العامة الأردنية الاسبق محمد رسول الكيلاني وشقيق النائب الأردني الاسبق ابراهيم زيد الكيلاني

## مسيرته المهنية[3]
تولى الكيلاني المناصب التالية:
- سكرتير أول، السفارة الأردنية القاهرة 1965

- سكرتير أول السفارة الأردنية لندن 1970

- مدير عام وكالة الأنباء الأردنية 1972

- مدير عام إذاعة المملكة الاردنية الهاشمية 1973

- سفير للأردن في البحرين. 1975

- سفير للأردن في السودان 1978

- محاضر في قسم اللغة الإنجليزية في كلية الآداب الجامعة الأردنية عام 1981

- محاضر في الرأي العام والإعلام لطلاب دبلوم الدراسات العليا في الجامعة الأردنية 1983

- رئيس التحرير المسؤول جريدة الدستور اليومية 1990

- رئيس التحرير المسؤول جريدة الأردن الاسبوعية 1995 - 2014

- استاذ مساعد جامعة عمان الاهلية 1999

## جوائز
حصل الكيلاني على عدة جوائز صحفية أهمها جائزة الملك حسين الإبداعية كأفضل كاتب مقال صحفي باللغة الإنجليزية.